# 코리아와이드동대구화물
코리아와이드동대구화물(Koreawide Dongdaegu Freight Co.,Ltd.)은 동대구 화물터미널 운영을 담당하고 있는 회사이다.

## 주요 연혁
- 1987년 9월 21일 : 대구직할시 동구 용계동에서 동부유통산업개발 주식회사로 회사 설립.
- 1992년 3월 31일 : 김진수 대표이사 취임.
- 2001년 12월 7일 : 권정원 대표이사 취임.
- 2002년 6월 15일 : 오동환 대표이사 취임.
- 2004년 5월 14일 : 권영만 대표이사 취임.
- 2004년 7월 12일 : 권영만, 서진호 대표이사 취임. (2인 공동대표이사 체제)
- 2004년 10월 26일 : 서진호, 김규태 대표이사 취임. (2인 공동대표이사 체제)
- 2007년 3월 21일 : 회사 상호를 동부유통산업개발 주식회사에서 주식회사 동대구화물터미널로 변경. 서진호 대표이사 취임. (단독대표이사 체제)
- 2010년 6월 25일 : 경상북도 경산시 자인면 계림리 소재 주식회사 에이케이페트롤 흡수합병.
- 2016년 5월 10일 : 회사 상호를 주식회사 동대구화물터미널에서 현 명칭인 주식회사 코리아와이드동대구화물로 변경.
- 2017년 9월 22일 : 30년 존립기간 만료에 따른 법인해산.[1]
- 2018년 4월 16일 : 정관 상 존립기간(30년)을 폐지함에 따라 회사 계속.

1. ↑  당시 회사 정관에 존립기간을 30년으로 둔다고 하여 그 다음 날인 9월 22일에 해산이 된 것이다.